# 太陽魚
太陽魚（学名：Lepomis gulosus）又名戰口魚，為太陽魚科太阳鱼属的其中一種，分布於北美洲五大湖、密西西比河、墨西哥灣的淡水流域，體長可達31公分，棲息在有植被生長、泥底質的湖泊、溪流等水域，屬肉食性，可作為觀賞魚或遊釣魚。

## 擴展閱讀
維基物種上的相關：太陽魚